# ジベッリーナ
ジベッリーナ（イタリア語: Gibellina）は、イタリア共和国シチリア州トラーパニ県にある、人口約4,000人の基礎自治体（コムーネ）。

## 地理

### 位置・広がり
トラーパニ県東部のコムーネ。

#### 隣接コムーネ
隣接するコムーネは以下の通り。括弧内のPAはパレルモ県所属を示す。
- カラタフィーミ＝セジェスタ
- モンレアーレ (PA)
- ポッジョレアーレ
- サラパルータ
- サレーミ
- サンタ・ニンファ

## 行政

### 分離集落
ジベッリーナには、以下の分離集落（フラツィオーネ）がある。
- Villaggio Madonna delle Grazie, Ruderi di Gibellina